# Ivan Brandon
 (janvier 2019).
Si vous disposez d'ouvrages ou d'articles de référence ou si vous connaissez des sites web de qualité traitant du thème abordé ici, merci de compléter l'article en donnant les références utiles à sa vérifiabilité et en les liant à la section « Notes et références ».
Pour les articles homonymes, voir Brandon.
Ivan Brandon (né en 1976 à New York) est un dessinateur de comics chez DC Comics: Final Crisis Aftermath: Escape, Kobra, chez Marvel Comics':Secret Invasion, chez Image Comics: Viking, The Cross Bronx, NYC Mech et 24Seven.

## Biographie
Fils d'immigrés cubains, il étudie avec David Mazzucchelli et rencontre Goran Parlov et Eduardo Risso.
Jeff Amano le sollicite pour Gene-Fusion' et il écrit le prequel de Terminator 3: Before the Rise.
Suivent: Ruule: Ganglords of Chinatown avec Mike Hawthorne et Rick Remender, puis The Cross Bronx, produit par Michael Oeming, puis avec Andy MacDonald, NYC Mech et enfin une histoire avec Becky Cloonan.